# Союз українських студентів Канади
«Сою́з украї́нських студе́нтів Кана́ди» (СУСК) — спілка українського студентства в Канаді, заснована 1953 у Вінніпезі. 26-27 грудня відбулася конференція Українсько-канадського студентського товариства. На конференції було засновано Союз українських студентів Канади, який об'єднав близько 30 студентських громад — при університетах і коледжах, а також Об'єднання українських православних студентів «Альфа-Омега», Товариство української студіюючої молоді ім. Міхновського, Канадську федерацію товариств українських студентів-католиків «Обнова», Об'єднання українського академічного товариств «Зарево» та Товариство Іларіона.
СУСК присвячує особливу увагу організації навчання українознавства в канадських університетах, влаштовує конференції, активізує студентів на відтинку Ради української молоді Канади та КУК. З 1970-х років виступає на оборону репресованих діячів руху опору в УРСР та в справі здійснення багатокультурності Канади. Пресовим органом СУСК були: «Бюлетень СУСК», «Інформаційна служба СУСК» та студентські сторінки в окремих українських тижневиках; з 1968 виходить двомовний місячник «Студент» (ред. Л. Шух).
Коли у Торонто відбувалися протести на підтримку євромайдану, СУМ та СУСК репрезентували канадських студентів.